# Koszykówka na Letnich Igrzyskach Olimpijskich 1964
Turniej koszykówki rozgrywany był w dniach od 11 października do 23 października 1964 roku. Startowało 16 drużyn z 16 krajów. Mecze rozgrywano w hali Kokuritsu Yoyogi Kyōgi-jō.

## Medaliści
| Miejsce | Państwo           | Zawodnicy |
| ------- | ----------------- | --- |
| 1       | Stany Zjednoczone | Jim Barnes, Bill Bradley, Larry Brown, Joe Caldwell, Mel Counts, Dick Davies, Walt Hazzard, Lucious Jackson, John McCaffrey, Jeff Mullins, Jerry Shipp, George Wilson                                                                                                 |
| 2       | ZSRR              | Valdis Muižnieks, Nikołaj Baglej, Armenak Ałaczaczjan, Aleksandr Trawin, Wiaczesław Chrynin, Jānis Krūmiņš, Lewan Moseszwili, Jurij Korniejew, Aleksandr Pietrow, Giennadij Wolnow, Jaak Lipso, Juris Kalniņš                                                         |
| 3       | Brazylia          | Amaury Antônio Passos, Wlamir Marques, Ubiratan Pereira Maciel, Carlos Domingos Massoni, Friedrich Wilhelm Braun, Carmo de Souza, Jatyr Eduardo Schall, Edson Bispo dos Santos, Antônio Salvador Sucar, Victor Mirshawka, Sérgio de Toledo Machado, José Edvar Simōes |
| 6       | Polska            | Janusz Wichowski, Andrzej Pstrokoński, Tadeusz Blauth, Andrzej Perka, Stanisław Olejniczak, Krystian Czernichowski, Zbigniew Dregier, Kazimierz Frelkiewicz, Bohdan Likszo, Mieczysław Łopatka, Jerzy Piskun, Krzysztof Sitkowski                                     |